# Кэмпбелл, Арчибальд (британский офицер, 1739)
Сэр Арчибальд Кэмпбл (англ. Sir Archibald Campbell; 1739—1791) — британский политик, военачальник, колониальный чиновник, в разное время губернатор Мадраса, Ямайки и Джорджии.

## Ранние годы
Арчибальд был крещён 24 августа 1739 года в Инверерее, Шотландия. Он был вторым сыном Джеймса Кэмпбла (1706—1760), крупного землевладельца из клана Кэмпбеллов, комиссара западных островов Шотландии, и Элизабет (ум.1790), дочери Джеймса Фишера, мэра Инверерея. Он рос в своём родовом замке Дандерейв и пользовался покровительством лорда Арчибальда Кэмпбла, 3-го герцога Аргайла, и Генри Дандаса, 1-го виконта Мелвилла.
Образование Арчибальд получил в Университете Глазго, а затем — в Королевской военной академии в Вулидже. В 1758 году он поступил на службу в Корпус королевских сапёров. В составе Корпуса Кэмпбл участвовал в Семилетней войне и был ранен при осаде Квебека. Он также участвовал в ряде рейдов вдоль берегов Франции, а также в экспедициях в Вест-Индии. Десять лет спустя, в 1768 году, полковник Кэмпбл был назначен главным инженером британской Ост-Индской компании в Бенгалии и возглавил работы по укреплению Форт-Уильяма в Калькутте.
В Калькутте Кэмпбл заложил основу своего богатства. Вместе с капитаном Генри Уотсоном он инвестировал в верфи в Киддерпоре и выступил в качестве подрядчика для строительства и ремонта судов. Он также успешно торговал шёлком. Кэмпбл использовал своё богатство, чтобы стать крупным землевладельцем в родной Аргайл. Он потратил более £ 30,000 на покупку имении Данна, Инвернейл, Кнап, Тайниш и Улва, а также приобрёл особняки Inverkeithing и Queensferry.
В 1774 году, после тяжёлой избирательной борьбы с полковником Джеймсом Мастертоном, полковник Арчибальд Кэмпбл стал членом парламента, воспользовавшись поддержкой своего родственника, виконта Мелвилла.

## Плен в Америке
После впечатляющей победы на выборах полковник Кэмпбелл передал место в парламенте своему старшему брату, Джеймсу Кэмпблу из Киллеана, и отплыл в Америку в составе 71-го пехотного полка, на фронт Американской войны за независимость. В 1776 году в ходе боя на борту судна в Бостонской гавани Кэмпбл был захвачен в плен американцами.
Пленение Кэмпбла совпало с пленением британцами американского патриота Итана Аллена и американского генерала Чарльза Ли. В феврале 1777 года Кэмпбл из тюрьмы Конкорд жаловался виконту Хау на плохое обращение со стороны надзирателей. В марте Джордж Вашингтон и Конгресс отвергли обвинения в жестоком обращении с Кэмблом. К маю Кэмпбла перевели из одиночной камеры в комнаты тюремщика. Вскоре после этого он получил полную свободу в черте города Конкорд. В течение своего пребывания в плену Кэмпбл через посредников приобрёл имение Кнап в Аргайле. 6 мая 1778 года он был освобождён в обмен на Итана Аллена.

## Битва за Саванну
Через шесть месяцев после своего освобождения Кэмпбл приказал перебросить 3000 солдат из Нью-Йорка в Джорджию, и в конце декабря его армия выиграла битву за Саванну, а затем добилась ещё одной победы при Огасте. Современники с обеих сторон воздавали должное сдержанности и хладнокровию, проявленным Кэмпблом. Он стал временным губернатором Джорджии, прежде чем вернуться в Англию.

## Семья
Вернувшись в Англию, в июле 1779 года Кэмпбл женился на Эмили (1755—1813), дочери Аллана Рэмзи, придворного живописца короля Георга III.

## Губернатор Ямайки
В 1782 году Кэмпбл, к тому времени произведённый в генерал-майоры, был назначен губернатором Ямайки. Дела у британских войск в Америке обстояли плохо: французы присоединились к испанцам и угрожали островам Британской Вест-Индии острова, захватили Тобаго, Синт-Эстатиус, Сент-Китс и Невис и Монтсеррат. Но Кэмпбл хорошо продумал свои планы. Он был настолько успешным в повышении боеспособности британских войск на Ямайке, что французы не осмелились напасть на остров.
В то же время Кэмпбл сделал все, что мог, чтобы помочь британским войскам в Америке, отправляя им разведининформацию и ресурсы. Отправленные им подкрепления существенно помог адмиралу Родни в его победе над французами в крупном Доминикским сражении, обезопасив тем самым Ямайку от французского вторжения.
Жена Кэмпбла Эмили и её сестра присоединилась к Кэмпблу на Ямайке. Дорога на остров была опасной, их конвой был обстрелян французским и испанским флотами, и их корабль был единственным, кому удалось дойти до порта. По возвращении с Ямайки Кэмпбл был награждён орденом Бани.

## Губернатор Мадраса
В 1786 году Кэмпбл, в то время уже хорошо известный и уважаемый политический деятель, был назначен командующим войсками и губернатором Мадраса. На протяжении срока его полномочий страна отдыхала от разрушительных войн, что позволило Кэмпблу заняться развитием гражданских институтов. Он создал военный совет, который вобрал в себя обязанности комитетов по здравоохранению и торговле. Он реорганизовал полицию, открыл биржу и банк. Он построил астрономическую обсерваторию и основал сиротский приют. В феврале 1789 года больной Кэмпбл был вынужден покинуть Индию и уйти на пенсию.

## Последние годы
В 1790 году Кэмпбл простудился в поездке по Шотландии и умер в следующем году, 31 марта 1791 году в своём недавно купленном у герцога Монтроза лондонском доме на Верхней Гросвенор-стрит. Детей у него не было, и его состояние, земли и титулы были переданы двум его братьями, а жена получила пансион в £ 25,000.
Кэмпбл и его жена были похоронены в Вестминстерском аббатстве рядом с Памятником Генделю в Уголке поэтов. Также там был похоронен его племянник, генерал-лейтенант сэр Джеймс Кэмпбелл, и родственники жены, граф Мэнсфилд и адмирал Линдси.